# Морісакі Кодзі
Кодзі Морісакі (яп. 森﨑 浩司, нар. 9 травня 1981, Хіросіма) — японський футболіст, півзахисник клубу «Санфречче Хіросіма».
Виступав, зокрема, за клуб «Санфречче Хіросіма», а також молодіжну збірну Японії.

## Клубна кар'єра
Народився 9 травня 1981 року в місті Хіросіма. Вихованець футбольної школи клубу «Санфречче Хіросіма». Дорослу футбольну кар'єру розпочав 2000 року в основній команді того ж клубу, кольори якої захищає й донині.

## Виступи за збірну
У 2004 році залучався до складу молодіжної збірної Японії. На молодіжному рівні зіграв у 3 офіційних матчах.

## Титули і досягнення
- Чемпіон Японії: 2012, 2013, 2015
- Володар Суперкубка Японії: 2008, 2013, 2014, 2016